# Emden (kruiser)
De Duitse lichte kruiser Emden was het enige schip van zijn klasse. Het was het eerste oorlogsschip dat na de Eerste Wereldoorlog in Duitsland gebouwd werd.

## Geschiedenis
De Emden werd besteld in 1921, maar de bouw werd vertraagd, eerst door geallieerde protesten tegen het ontwerp en daarna door de hyperinflatie in Duitsland van 1923. Het eerste ontwerp voorzag er in acht 150 mm kanonnen te installeren in vier geschutskoepels met twee kanonnen elk. Zoals de meeste andere marines had de Duitse Kriegsmarine niet eerder dergelijke koepels met twee kleine kanonnen geïnstalleerd. Het zou van de Emden een van de meest geavanceerde kruisers van die tijd gemaakt hebben. Het Verdrag van Versailles verbood Duitsland echter de ontwikkeling van een  dergelijk nieuwe wapensysteem. Eerdere ontwerpen voorzagen in 203 mm (8 inch) kanonnen of groter. Die waren echter te zwaar voor een 6000-tons kruiser, terwijl grotere kruisers  niet toegestaan waren volgens het verdrag. Met acht koepels met in ieder een kanon, leek de Emden uiteindelijk op zijn voorgangers uit de Eerste Wereldoorlog.
De tewaterlating gebeurde op 15 oktober 1925. Het werd voornamelijk als opleidingsschip gebruikt en maakte tussen 1926 en 1939 diverse reizen over de Atlantische Oceaan, de Grote Oceaan en de Middellandse Zee. Voordat hij in 1935 werd overgeplaatst naar de onderzeebootdienst voerde Karl Dönitz het bevel over de Emden.
Op 4 september 1939, kort na het uitbreken van de Tweede Wereldoorlog, werd het schip beschadigd bij een Britse aanval op Wilhelmshaven. Een Bristol Blenheim bommenwerper van de Royal Air Force werd door luchtafweer geraakt en stortte neer op het voorschip van de Emden. Hierbij kwam negen Duitse bemanningsleden om het leven. Het waren de eerste verliezen van de Kriegsmarine in de Tweede Wereldoorlog. Curieus genoeg was de naam van de Britse piloot H.L. Emden.
Na herstelwerkzaamheden werd de Emden gedurende de laatste maanden van 1939 ingeschakeld om mijnenvelden te leggen in de Noordzee. Tijdens de Duitse invasie van Noorwegen (Operatie Weserübung) maakte het schip deel uit van het onfortuinlijke eskader dat Oslo moest innemen. Het vlaggenschip, de Blücher werd in de Oslofjord tot zinken gebracht door het Noorse geschut van Fort Oscarsborg en de zware kruiser Lützow werd op de terugweg naar Duitsland zwaar beschadigd door een torpedo van een Britse onderzeeboot. 
De Emden bracht de rest van de oorlog door in de Oostzee, voornamelijk als opleidingsschip. Vanaf januari 1945 hielp de kruiser Duitse militairen en burgers van Oost-Pruisen evacueren naar Duitsland en Denemarken. Op een van deze reizen bracht hij de stoffelijke resten over van de Duitse ex-president Paul von Hindenburg en zijn vrouw.
Begin april 1945 werd het schip zwaar beschadigd tijdens een luchtaanval op Kiel. Het schip werd met 15° slagzij naar de Heikendorfer Bucht gebracht waar het strandde op 14 april. De Emden zou geen dienst meer doen en werd na de oorlog gesloopt.